# Лунка Гојешти (Алба)
Лунка Гојешти (рум. Lunca Goiești) насеље је у Румунији у округу Алба у општини Видра. Oпштина се налази на надморској висини од 651 m.

## Становништво
Према подацима из 2002. године у насељу је живело 54 становника, од којих су сви румунске националности.